# Walter Völkl
Walter Völkl (* 26. Februar 1929 in Wien; † 28. Januar 2009 ebenda) war ein österreichischer Komponist, Musikpädagoge, Kapellmeister und Schriftsteller.

## Leben

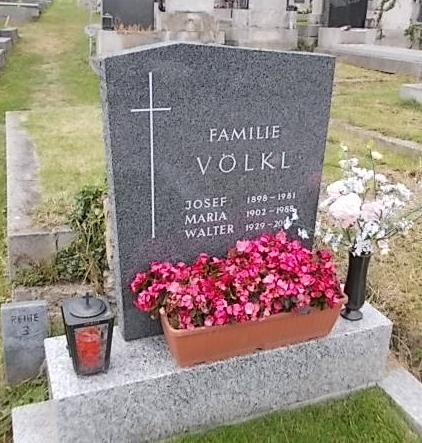
Grabstätte von Walter Völkl

Völkl erhielt schon mit acht Jahren Privatunterricht in Konzertgitarre bei Adolf Dallaba, mit elf Jahren hatte er sein erstes Konzert unter Luise Walker, 1941 war er bei den Wiener Sängerknaben, von 1945 bis 1947 Besuch des Konservatoriums der Stadt Wien, 1947–1949 Studium bei Karl Scheit (Gitarre), Klarinette und Musikerziehung an der Wiener Musikakademie, von 1946 bis 1973 Auftritte und Tourneen als Ensemblemusiker (unter anderem mit Hilli und Franky Reschl sowie den Drei Spitzbuam und ab 1952 bei der Wiener Polizeimusik) aber auch mit seinem eigenen Tanzorchester (mit Interpreten wie Hans Moser oder Udo Jürgens). Seit 1964 war Völkl Unterhaltungsmusik-Komponist und Autor (mit Lesungen) tätig, auch freier Mitarbeiter bei Verlagen und beim ORF mit eigenen Sendungen. Er unterrichtete von 1973 bis 1985 an der Beethoven-Musikschule in Mödling, wo er auch das Stadtorchester leitete, darüber hinaus war er Jugendreferent und Wertungsrichter beim Niederösterreichischen Blasmusikverband.
Seine letzte Ruhe fand er auf dem Ottakringer Friedhof (6A-3-13) in Wien.